# Alexander Aloysius McGuckian

Wappen von Alexander Aloysius McGuckian als Bischof von Raphoe

Alexander Aloysius McGuckian SJ (* 26. Februar 1953 in Ballymena, County Antrim) ist ein irischer Ordensgeistlicher und römisch-katholischer Bischof von Down und Connor.

## Leben
Alexander Aloysius McGuckian trat am 21. Oktober 1972 der Ordensgemeinschaft der Jesuiten bei. Er studierte Spanisch und Latein am University College Dublin und Philosophie am Studienzentrum der Jesuiten in Milltown Park sowie Katholische Theologie am Regis College der University of Toronto. McGuckian empfing am 22. Juni 1984 das Sakrament der Priesterweihe.
Von 1988 bis 1989 war McGuckian als Lehrer am Clongowes Wood College tätig und von 1990 bis 1991 absolvierte er sein Tertiat in Tamil Nadu. Anschließend war er Direktor des Jesuit Communications Centre in Dublin. Alexander Aloysius McGuckian legte am 15. Februar 1997 die ewige Profess ab. 1999 wurde er Herausgeber der Zeitung An Timire  und 2009 Superior der Niederlassung der Jesuiten in Belfast. Ab 2012 war McGuckian Leiter des Living Church Office des Bistums Down und Connor und ab 2015 zudem Konsultor der irischen Provinz der Jesuiten.
Am 9. Juni 2017 ernannte ihn Papst Franziskus zum Bischof von Raphoe. Die Bischofsweihe spendete ihm der Erzbischof von Armagh, Eamon Martin, am 6. August desselben Jahres. Mitkonsekratoren waren sein Amtsvorgänger Philip Boyce OCD und der Bischof von Down und Connor, Noël Treanor.
Papst Franziskus bestellte ihn am 2. Februar 2024 zum Bischof von Down und Connor. Die Amtseinführung erfolgte am 14. April desselben Jahres.